# Arabian Ranches
Arabian Ranches is een onderdeel van Dubailand. Het is geopend en bevat:
- villa's in de wijken
  - Alvorada
  - Al Mahra
  - Al Reem
  - Mirador
  - Palmera
  - Saheel
  - Savannah
  - Terra Nova
  - Hattan
  - La Coleccion
  - Alma
- The Desert Course, een golfbaan
- poloveld
- paardrijdclubs
- Winkelcentra

Arabian Ranches is gebouwd door Emaar Properties.